# Rhaebobates
Rhaebobates is een geslacht van spinnen uit de  familie van de Thomisidae (krabspinnen).

## Soorten
- Rhaebobates latifrons (Kulczynski, 1911)
- Rhaebobates lituratus (Thorell, 1881)